# ランドスケープコンサルタント
ランドスケープコンサルタント（英: landscape consultant）は、造園コンサルタントのひとつ。
造園コンサルタントのうち、公園・緑地など造園分野の創作物の調査、計画から、設計、景観形成などや、環境デザインの中でランドスケープデザイン・ランドスケープ・プランニングなどのランドスケープアーキテクチャーに関する業務などや、各種土地開発・地域計画から地域開発、リゾート開発や観光地計画などで、具体な空間の姿を示す業務などを主たる生業としている建設コンサルタント・環境コンサルタント。

## 概説

### 米国
アメリカの都市にはランドスケープ系の活躍する職場が数多く存在している。大別すれば都市計画業、公園緑地（公共造園）行政、造園業、そしてコンサルタントの4つに分類出来る。
コンサルタントには一人で事務所を開いているものもあるし、土木、建築、都市計画の専門家と共同して事務所を経営しているものもある。仕事は公園、都市計画、住宅計画、区劃整理等各方面にわたった計画と工事の内容となっているが、専門の技術者を尊重するアメリカでは、こうした仕事で充分生計が立てられていく。仕事の内容としては新都市、シヴィック・センター、公園、住宅地計画等広汎な問題を取扱うようである。

#### 米国の主なコンサルタント
オルムステッド・ブラザーズ社（英: Olmsted Brothers）、Cleveland and Copeland、Raymond_Jungles_Inc.、エーメ+ヴァン・スウェーデン、ROMA_Design_Group、OLIN、Edwina von Gal + Co、SITE_Design_Group、EDAW、SWAグループ

### 英国
イギリスでのランドスケープ・コンサルタント業界については、同国にランドスケープに関する団体として設立され、1997年にロイヤル・チャーター（王室認可）を取得したランドスケープ・インスティチュート（英: Landscape Institute, LI）があり、この会員登録が必要であるが、プロセスは厳格にされている。
基本的な過程は、ランドスケープ学位を取得（3年制）から実務訓練（1～2年は必要）、ランドスケープ学の修士号を取得（1年制）、チャーターシップの取得（通常2年以上）という流れに沿って通常７年から8年ほどかけて、ランドスケープ・コンサルタントとしての資格を得る。

### 日本
主要団体としては、一般社団法人ランドスケープコンサルタンツ協会（CLA）がある。この団体に参加しているコンサルタント法人、また、一定の要件を満たしたランドスケープコンサルタントを公共事業に参画させるため、国土交通省の建設コンサルタント登録では「造園部門」が設けられ、この登録をしているコンサルタントを指す場合が実際は多い。但し、これらの協会員および登録企業の中には日建設計、三菱地所設計のような組織系建築設計事務所、サンコーコンサルタント株式会社、荒谷建設コンサルタントや株式会社ウエスコのような土木建設事業を主たる業務とする総合建設コンサルタント、さらには株式会社URリンケージなど再開発をおもな業務としているものが1部課として設置しているものも多く、株式会社日本総合計画研究所や株式会社都市計画研究所など、また株式会社国土開発センター、栃木県用地補償コンサルタント、株式会社飯沼コンサルタントなどのような都市計画コンサルタントや都市設計も行う株式会社アーバンデザインコンサルタント、株式会社環境デザイン研究所など建築設計事務所の兼業、または一級建築士事務所登録をしているコンサルタント、株式会社環境美術研究所などのファニチャーや彫刻のよる環境美化スタイルの事業者などもある。
建設コンサルタント登録に際しては、責任者（ランドスケープ・プロジェクトマネージャー）は技術士建設部門（都市及び地方計画、建設環境など）を有する。その他ランドスケープコンサルタント従事者で技術士の資格は、技術士農業部門や技術士環境部門を有しているものもいる。
なお、これらの有無に関わらず、「ランドスケープコンサルタント」を名乗っての営業活動等は個人法人に関わらず自由に行うことができる。このため、ランドスケープコンサルタントの事業所としての規模は個人事業のもの、小規模なものでの設計事務所が大半を占め、その主宰者はランドスケープアーキテクトやデザイナーを名のる事が多くある。また個人や小規模な事業者は小規模なビオトープなど生態環境を生み出すまたは維持する場所づくりや、各種緑化、室内緑化も含め屋内外の場所・空間デザインを広く業務受託するもの、彫刻制作や庭の作庭、ガーデンデザイナーやエクステリアのデザイナー、環境芸術の作家として活動しているものが多い。
ランドスケープコンサルタンツ協会で正会員は現在においても造園コンサルタント業を営んでいるもので、会の趣旨に賛同する法人としているのは、宮城俊作 (2001)は建築士登録、日本建築家協会会員登録が個人である建築との差異であると指摘している。対して、ヨーロッパなどでは会社組織が登録ではなく、個人のアーキテクトが然るべき制度でレジスタート（登録制）する形での対応が多い。登録されたアーキテクト、アーキテクトの所属するコンサルティングファームに事業が委託される。

## 歴史

### 米国でのコンサルタント設立

#### オルムステッド・ブラザーズ社
米国で最古とされるランドスケープコンサルタントの会社は、1858年設立のオルムステッド・オルムステッド&エリオットと、その後継のオルムステッド・ブラザーズ社（英: Olmsted Brothers）である。米国で初めてランドスケープアーキテクトを名乗ったとされるフレデリック・ロー・オルムステッドの息子ら、ジョン・チャールズ・オルムステッドとフレデリック・ロー・オルムステッド・ジュニアによって1898年に設立された。オルムステッド・ブラザーズ社は、父親のパートナーであったチャールズ・エリオットの死後、後継者だった2人の兄弟が、父親のフレデリック・ロー・オルムステッドから国内初のランドスケープ事業を引き継いだものである。
同社の買収に先立ちオルムステッド・ジュニアはハーバード大学を卒業する前に父親の下で見習いとして働いていたため、ビルトモア・エステートや世界コロンビア博覧会などのプロジェクトの設計を同社ですでに手掛けていた。同社は1930年代初頭ピーク時に60人近くのスタッフが雇用されていた。会社の著名なランドスケープアーキテクトには、ジェームズ・フレデリック・ドーソンやパーシバル・ギャラガーらがいる。1949年に引退した最後のオルムステッド親族、フレデリック・ロー・オルムステッド・ジュニア以降の会社自体は1980年にブルックラインから転居し、2000年までフリーモントで継続していた。こうして1858年から2000年まで1つの継続的なコンサルタント会社が存在していた。会社の100年の歴史を刻印する「フェアステッド」は、マサチューセッツ州ブルックライン 99 Warren St.の造園地7エーカー (2.833 ha)のフレデリックローオルムステッド国立史跡として保存されている。この場所は大規模なランドスケープの設計とエンジニアリングの実践に関する優れた洞察を提供し、また何百にもなるプロジェクトの設計成果、工場リスト、写真のアーカイブ（予約制でのアクセスのみ）もある。
オルムステッド・ブラザーズ社はこれまでに公園システム、大学、博覧会会場、図書館、病院、住宅街、州議会議事堂など、今日でも評価の高いプロジェクトを数多く完成させており、中でも注目すべきは、グレート・スモーキー山脈とアカディア国立公園、ヨセミテ渓谷、アトランタのピードモント公園、カナダ：ブリティッシュコロンビア州の高地オークベイ住宅地、クリーブランド、ポートランド、シアトルの各都市公園全体システムとワシントン州のノーザン州立病院などがある。オルムステッド兄弟はまた、ハーランド・バーソロミューと、カリフォルニア南部の屋外公共スペースの保護を奨励する「ロサンゼルス地域のための公園、遊び場、そしてビーチ」と題されたロサンゼルス商工会議所から委託され作成した1930年の報告書を共著している。この報告は市からはほとんど無視されたが、後に都市計画の重要な参考資料となっている。

### 日本
日本で、ランドスケープデザインの原点となる庭園や公園の設計については、日本でも平安期の橘俊綱以降、設計分野の専門家は時代ごとに度々出現していることは知られており、近代初期では技術コンサルタントとして、技術顧問の例でお雇い外国人が思い浮かばれるが、磯崎新は著書で、明治期日本で導入されたお雇い外国人で、ランドスケープ分野に関しては来日していないことを指摘。明治初期の築地ホテル館のエクステリアは残されている絵画で和風造園術を採用していることがわかる。実際には隣接分野で来ていた農業技術の指導や土木建築分野の技師など、例えば開拓使では園芸顧問のルイス・ベーマーのケースや、外国人居留地などなら横浜では横浜彼我公園の場合リチャード・ブラントンなどが任にあたった。この時代でも 東遊園地や山手公園など、また街路樹並木の観念も日本大通、銀座煉瓦街などで業の出現をさせている。
日本で初の西洋式庭園と考えられるものは長崎出島オランダ商館庭園にみられるものである。西洋式を把握したうえで近代明治初期の主要人物、長岡安平（1842-1925）小沢圭次郎（1842-1932）小平義近（1845-1912）本多錦吉郎（1851-1921）福羽逸人（1856-1921）らは、日本の園芸造園術をベースに書物を参考に今日でいうコンサルタント業を公の組織に属して（長岡、小平等）あるいは他の職ながら余技で（本多、小沢等）こなしていたことが知られる。明治から戦前における公園の仕事は、少なくとも今のような与えられた敷地の中をデザインするということからはみだすこともある。山縣有朋や震災復興の後藤新平など、見識があって大まかな計画の方針は政治のフィールドで決定され、特に1893年告示された日比谷公園は市区改正委員会の上申をうけた山縣が決定したものに他ならないが、それ以降の計画・設計・施工の指揮が1900年に辰野金吾の推挙で本多静六に決定してからは、本多という一人の人物によって調整がなされている。東京市における長岡安平や井下清、大阪市の椎原兵市の役割も計画から施工管理までを一貫して担う。この時代はその場の風景を誰がデザインしたかと言えば、比較的容易に一人の人物の名前が挙げられる。
当時は小川治兵衛のような造園業・植木屋・石材業も営む造園コンサルタント以外は、ランドスケープの専門家はこうした官庁組織（例えば宮内省内匠寮や明治神宮造営局、帝都復興院→内務省等・・）や、専攻はともかく大学などの高等教育組織（農学部が多かった）に属して教育と研究にいそしみながらの形、あるいは上原敬二や折下吉延のように組織の嘱託となって従事する者などに限られた。特にコンサルタントが民間業として確立するまではこうした大学などの教員、あるいは長岡や井下など幾人かが自治体の公園部署に所属しながら、所属組織の範囲をはみだし、全国各地の公園緑地や個人邸や社寺の庭園などを設計及び指導を行っていたという状態であった。さらに他方の、都市計画行政に位置づけられるランドスケープ・プランニングも、1919年の法制定から戦後に到るまであくまで官庁で専門家を育成するべく採用がなされ、育成された専門家が担っていた。
宮城俊作 (2001)によると、日本で大正期における、明治神宮内苑と外苑造営におけるランドスケープの萌芽から始まる一連の流れは、発祥のアメリカでのランドスケープへの合流への示唆、つまりは戦前までは十分に日本という国にランドスケープが根付く下地が、特に明治初期における「公園」という空間概念輸入時における過ちからの「洋魂和才」という体系的教育輸入欠如と磯崎の指摘するお雇い外国人不在からの建築教育との差異、かつ専門的職域の本質の無自覚から官主体の職能性、弊害と戦争による熟成の中断、停滞で、官庁造園技術者や大学の職域に回収されていったとする。
そして大正期からは戸野琢磨がアメリカから帰国後に設計事務所を開設し、橋本八重三や後藤健一のように民間の庭園ながら設計を手掛ける者も出現し始めるが、日本ではその職能像が個人ではなく制度・組織に従属する概念で定着し、そのシステムが造園家個人ではなく、一つの企業組織への外部委託 即ち、業態と本来の専門的職能像の関係の曖昧さが残ることとなり、コンサルタントの形成が遅れることとなった。

#### 第二次世界大戦後
日本で官庁・自治体、企業体などからの緑化調査計画や造園の設計などの業務が、内部直営のインハウススタッフや大学人への委託・委嘱ではなく、第三者への外注・コンサルティング業務委託が多くなるのは戦後しばらくたって、日本道路公団や日本住宅公団の発足からで、日本で戦後は造園の計画調査設計といった仕事も他建設界と同様、しばらくは官庁の専門技術者が一人や数人で計画から設計そして施工管理に至るまでを行うのが普通であった。
造園業界では1950年代から1960年代へ日本住宅公団や日本道路公団、建設省や各地方自治体等の施設敷地緑化関連の大型工事発注量の飛躍的増加から、公共工事増大と並行し、東京オリンピックに向かって、発注主体側のとくに造園ランドスケープ業の企画設計のスタッフ増員ができず、日本住宅公団における造園の業務も、当初は公団職員自らが行っていたのが、事業量の増加や団地の大規模化に伴って、より効率的な設計システムが求められるように捉えていた。ここから民設側の設計事務所設立に関して多くの動きが見え始める。近代的な造園設計事務所を主宰するグループが1955年以降、名乗りを上げ、その後も当時にあってランドスケープ設計に興味を持つ造園人が寄り集い、着実に実績を積み上げて行った。これと合前後して中島健、片谷克也、小形研三、伊藤邦衛、荒木芳邦らが30年代に設計事務所を次々と設立していった。造園家の沈黙の時期を過ぎ、1960年代高度経済成長期における公共事業の需要の増大、その打開策としての業務の外部委託というシステムが確立していく。
日本住宅公団では1955年に早速、はじめて造園設計の業務が外部のコンサルタントへ委託したと同時にまだ不慣れなコンサルタントを支え、大量の設計を効率的かつ合理的に進めるためのツールとして、「造園施設標準図集」が取りまとめられる。このような方針は、いずれも造園設計の本来の目的である空間構成とその質の向上に取り組むための時間を捻出するために取られた手段であったとされる。
1961年から1967年まで、東京都千代田区麹町に本拠を置いて活動し、上野泰も所属した株式会社近代造園研究所は、住宅団地のプレイロットの標準設計図面（造園設計標準図集）の作成も行った。上野泰は、草加松原団地、西新井第三、豊四季台や、歴史的な団地で現在でも日本住宅公団最初期、昭和30年代の面影を残す数少ない団地の一つ公団住宅「赤羽台団地」などを手掛けた。その後、上野は、多摩ニュータウン、港北ニュータウン、名塩ニュータウンなどで、常に時代の先端を行く都市環境デザインを実践した。その守備範囲は、都市構造の提案からストリートファニチャーなどのディテールにまで至り、練馬区など景観委員会の委員としても活躍する。この他に公団高根台団地の外部計画や渋谷区美竹公園の設計手法などにアメリカのランドスケープデザインから学んだであろう当時の斬新な手法を見ることができる。
またデザイン業の確立の契機として、1960年に開催された世界デザイン会議が挙げられる。こうして1965年には造園設計事務所連合、現在の一般社団法人ランドスケープコンサルタンツ協会などが設立されている。こうして、それまで一つの職能として行われていた造園の計画・設計・施工はそれぞれ独立。この領域の専門・分化により、造園コンサルタントやランドスケープコンサルタントという職業領域が確立された。その系譜の流れの末に今のランドスケープデザイナーと呼ばれる人々が育ち、ランドスケープコンサルタントが形成されていった。
日本政府関係の設計として単独発注の第一号は、国会議事堂前庭と、北の丸公園であり、前庭が小形研三、北の丸公園が伊藤邦衛に当られた。隆盛を見るコンサルタントの発足は大半これより約10年の歳月がかかっている。そして今一つこの年代が活躍した業界の発展も目を見張るものがある。昭和30年代に数社を数えるに至らなかったのが続々と名乗りを挙げ、戦後20年、日本経済の安定は遂に造園界を一つの完全な産業形態に押し上げていったし、昭和40年代つまり1960年代中ごろより毎年の様に現在活躍されている有力なコンサルタントが誕生した。代表者の経歴も官出身者、学出身者、民出身者とさまざまではあるが、特筆されることは専門の大学を出て、直ちに先発の設計事務所に勤務し、その後独立されるという全く生え抜きのコンサルタントの出現である。以降造園設計業務が学校出の若人達の憧れの対称となり、造園界のエリート的存在となり、造園産業界をリーダーとして造園産業界を引っ張っていく。